# Xã Darby, Quận Delaware, Pennsylvania
Xã Darby (tiếng Anh: Darby Township) là một xã thuộc quận Delaware, tiểu bang Pennsylvania, Hoa Kỳ. Năm 2010, dân số của xã này là 9.264 người.